# إدموند قرة
إدموند قرة (بالإنجليزية: Edmund Kara)‏ هو نحات أمريكي، ولد في 17 أكتوبر 1925 في روزيلي بارك في الولايات المتحدة، وتوفي في 25 مايو 2001 في مونتيري في الولايات المتحدة.